# Walkerモチーフ
Walkerモチーフ（英: Walker motifs）は、高度に保存された三次構造を持つタンパク質配列モチーフであり、Walker AとWalker Bの2つのモチーフからなる。これらのモチーフは1982年にジョン・E・ウォーカーらによって、ATP結合タンパク質の比較から初めて報告された。

## Walker Aモチーフ

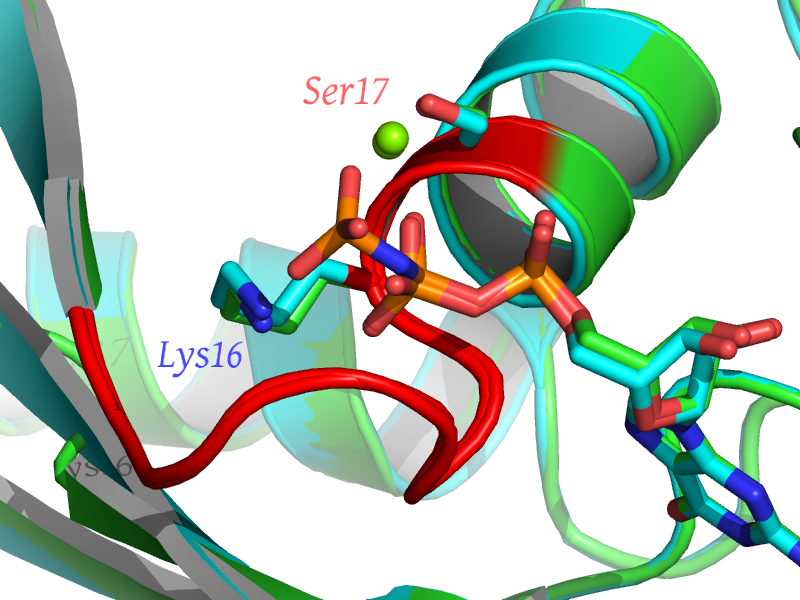
H-RasA59G変異体のGppNHp複合体構造（緑）とGDP複合体構造（シアン）のアラインメント。Pループが赤、Mg^{2+}イオンが緑の球、K16とS17の側鎖がスティックモデルで示されている。

Walker AモチーフはWalkerループ、Pループ、リン酸結合ループ（phosphate-binding loop）などいう名称でも知られ、リン酸の結合に関係するモチーフである。モチーフにはG-x(4)-GK-[TS]というパターンが存在する（G:グリシン、K:リジン、T:スレオニン、S:セリン、x:任意のアミノ酸）。ATPまたはGTPを利用するタンパク質の多くに存在し、ヌクレオチドのβ-リン酸が結合する。Walker Aモチーフ中のリジン残基は、主鎖のNH原子とともにヌクレオチドの結合に重要である。グリシンに富むループ構造であり、βストランドから続きαヘリックスへとつながる。通常こうした特徴は、4本のβストランドが両側から2本のヘリックスによって挟まれたα/βドメインの一部として存在している。ヌクレオチドのリン酸基には、マグネシウム、カルシウム、マンガン(II)イオンなどの2価カチオンも配位している。
保存されたリジン残基の他に、Pループのリン酸への結合に用いられる特徴はcompound LRLR nestである。xxGKの4残基から構成され、これらの主鎖の原子はNH基を内側に向けることでリン酸サイズの凹面を形成する。SGAGKT合成ヘキサペプチドは無機リン酸を強固に結合することが示されており、こうした短いペプチドはαヘリックスを形成しないことから、ヘリックスのN末端ではなくネストがリン酸結合のための主要な特徴であることが示唆される。
Walker AモチーフはATPやGTPを結合するタンパク質に存在することが最もよく知られているが、リン酸化された基質を結合するさまざまなタンパク質にも存在し、ATP合成酵素（α、βサブユニット）、ミオシン、トランスデューシン、ヘリカーゼ、キナーゼ、AAAタンパク質、Gタンパク質、RecA、プロテインチロシンホスファターゼ、システインシンターゼなどのピリドキサールリン酸を利用する酵素などに存在する。
プロテインチロシンホスファターゼはリン酸化チロシン残基から無機リン酸の加水分解（チロシンキナーゼによる反応の逆）を触媒する酵素であり、Pループ様構造へフォールディングするモチーフを持つが、保存されたリジン残基の代わりにアルギニンが存在している。このモチーフの保存配列はC-x(5)-R-[ST]である（C:システイン、R:アルギニン）。

### Aループ
AループはATPの結合に必要不可欠な保存された芳香族アミノ酸群を指し、ATPのアデニン環と相互作用する。Aループは一部のPループ型タンパク質においてWalker Aモチーフの約25アミノ酸上流に存在する。

## Walker Bモチーフ
Walker BモチーフはPループ型タンパク質の大部分において、Aモチーフのかなり下流に位置するモチーフである。このモチーフのコンセンサス配列は[RK]-x(3)-G-x(3)-LhhhD（R:アルギニン、K:リジン、G:グリシン、L:ロイシン、D:アスパラギン酸、x:任意のアミノ酸、h:疎水性アミノ酸）と報告されていたが、hhhhDE（E:グルタミン酸）へと変更された。アスパラギン酸とグルタミン酸は、ヘリカーゼに存在するDEAD/DEAHモチーフの一部も形成している。アスパラギン酸残基はマグネシウムイオンを配位し、グルタミン酸はATPの加水分解に必須である。このモチーフの配列にはかなりの多様性が存在し、唯一の不変な特徴は大きな疎水性アミノ酸が並んだ後に負に帯電した残基が存在することである。